# Kolja Mensing
Kolja Mensing (* 4. März 1971 in Oldenburg) ist ein deutscher Schriftsteller und Literaturkritiker.

## Leben
Mensing wuchs in Westerstede auf und studierte von 1990 bis 1995 Politikwissenschaft und Geschichte in Oldenburg und Münster. Seit 1995 lebt er in Berlin. Von 1999 bis 2003 war er als Kulturredakteur für die taz tätig. Er ist Journalist und Schriftsteller. Seit 2011 arbeitet er als Literaturredakteur bei Deutschlandfunk Kultur. Seit 2019 ist er bei Deutschlandfunk Kultur Redakteur des Wochenend-Podcasts „Plus Eins“ und der gleichnamigen Sendung.

## Werk
Im Jahre 2002 veröffentlichte Kolja Mensing seinen autobiographischen Essay Wie komme ich hier raus?, in dem er vom Aufwachsen in der deutschen Provinz erzählte. Unter dem Titel Minibar ist 2007 ein Band mit kurzen Erzählungen erschienen. Kolja Mensing hat gemeinsam mit Florian Thalhofer zwei interaktive Dokumentarfilmprojekte verwirklicht: 13terStock. Geschichten aus dem Hochhaus (2004) und 13terShop (2007). Für die Arbeit an 13terShop haben Kolja Mensing und Florian Thalhofer einen Monat lang in einem Einkaufszentrum gelebt. Zusammen mit dem Regisseur und Drehbuchautor Robert Thalheim verfasste Kolja Mensing  das Theaterstück Moschee DE mit dem Thema der Baugeschichte der Khadija-Moschee in Berlin-Heinersdorf, das am 27. Februar 2010 am Schauspielhaus Hannover uraufgeführt wurde.
2011 erschien sein autobiographischer Essayroman Die Legenden der Väter, über die Geschichte seines Großvaters väterlicherseits, Jósef Kózlik. In der FAZ schrieb Sandra Kegel: „Es ist dieses langsame Vortasten, diese immer größer werdende Diskrepanz zwischen den eigenen Erlebnissen und den Erinnerungen an den Helden aus den Gutenachtgeschichten seiner Kindheit, die fesseln.“ 2015 erschien eine vollständig überarbeitete Taschenbuchausgabe des Buches.
2018 erschien der autobiographische Essayroman Fels über das Leben und Sterben des jüdischen Viehhändlers Albert Fels, der sich im Alter auf dem Hof seiner Großmutter mütterlicherseits verdingte. Der Tagesspiegel nannte es „sehr sorgfältig recherchiertes kleines Buch, das zeigt, wie sich Familiengeschichten mit einem Mal und nicht zuletzt mithilfe der verstreichenden Zeit verändern können“ sowie ein „Stück Literatur – und am Ende nicht nur lesenswerter als so manchen dickleibigen Roman, sondern überdies lehrreicher als etliche Geschichtswerke.“

## Werke
- Fels, Roman, Verbrecher Verlag, 2018. ISBN 978-3-95732-340-8
- Die Legenden der Väter, Roman, Verbrecher Verlag, 2015. (vollständig überarbeitete Neuausgabe). ISBN 978-3-95732-086-5
- Die Legenden der Väter, Roman, Aufbau Verlag, 2011. ISBN 978-3-351-02734-6
- (mit Robert Thalheim) Moschee DE. Verbrecher Verlag, Berlin 2011. ISBN 978-3-940426-69-7 (Uraufgeführt am Schauspielhaus Hannover am 27. Februar 2010)
- (mit Florian Thalhofer) 13terShop. Ein Korsakow-Film. Buch & DVD-Rom. mairisch Verlag, Hamburg 2007, ISBN 978-3-938539-07-1
- Minibar. Erzählungen. Verbrecher Verlag, Berlin 2007, ISBN 3-935843-81-X
- (mit Florian Thalhofer) 13terStock. Geschichten aus dem Hochhaus. Ein interaktiver Dokumentarfilm. Verbrecher Verlag, Berlin 2005, ISBN 3-935843-53-4
- Wie komme ich hier raus? Aufwachsen in der Provinz. Kiepenheuer und Witsch, Köln 2002, ISBN 3-462-03165-1 (Überarbeitete Neuauflage: Verbrecher Verlag, Berlin 2009, ISBN 978-3-940426-32-1)

## Auszeichnungen
- Aufenthaltsstipendium in der Villa Decius in Krakau, Polen (2005)
- Arbeitsstipendium für Berliner Autorinnen und Autoren, gewährt von der Berliner Senatsverwaltung für Wissenschaft, Forschung und Kultur (2005)
- Literaturpreis Prenzlauer Berg (Berlin 2005)
- Aufenthaltsstipendium im Künstlerdorf Schöppingen (2006)
- IBM Preis für Neue Medien (2006)
- Kulturpreis der Evangelisch-lutherischen Landeskirche Hannovers (2010)